# Pforzheim
Pforzheim er en by i Tyskland i delstaten Baden-Württemberg med omkring 120.000 indbyggere. Byen ligger ved Schwarzwald og er kendt for smykke- og klokkeindustrien. Derfor har den fået kaldenavnet «Goldstadt» eller «Guldbyen». Byen ligger mellem byerne Stuttgart og Karlsruhe dér, hvor de tre floder Enz, Nagold og Würm løber sammen , og markerer grænsen mellem Baden og Württemberg; Pforzheim ligger i området Baden.
Pforzheim er en kreisfri by, men er samtidig administrativt sæde for landkreisen Enz, som ligger rundt om byen.
Under anden verdenskrig blev byen bombarderet flere gange. Det kraftigste bombetogt, og et af de mest ødelæggende under hele krigen, blev udført af Royal Air Force (RAF) om aftenen 23. februar 1945. Omkring en fjerdedel af indbyggerne, mere end 17.000 mennesker, mistede livet, og omkring 83 % af bygningerne blev ødelagt. De allierede mente, at byen producerede præcisionsinstrumenter for tyskerne og var et transportcenter for tyske tropper.
Efter krigen blev al sten og beton fra de ødelagte bygninger samlet sammen i en stor høj udenfor byen, som som man også havde gjort i Stuttgart og München. En bygning kaldet Wallberg blev opført som et betonlåg over højen, som efterhånden blev dækket af jord og vegetation. I løbet af tyve år efter krigen blev Pforzheim gradvis genopbygget, og den har fået et mere moderne udseende.
Historisk går byen tilbage til Romerriget, og der er fundet en bosætning fra omkring år 90 e.Kr. I 1080 fik den byrettigheder (tysk Marktrecht).
I 1888 var Pforzheim målet for den første biltur på en landevej, da Bertha Benz (uden ægtemanden Carl Benz) tog en tur dertil med sine to sønner fra Mannheim – en mere end 60 km lang tur, hver vej.